# カオナビ
株式会社カオナビ（英: kaonavi,inc.）は、クラウドコンピューティングによる人材管理システム「カオナビ」を提供する日本の企業。カーライル・グループ傘下であるキーストーン・インベストメント・ホールディングスの完全子会社。

## 沿革
- 2008年5月 - 株式会社ジャパンオペレーションラボ（現 株式会社カオナビ）を設立する[3]。
- 2012年4月 - クラウド人材管理システム「カオナビ」事業を開始する[3]。
- 2013年5月 - 株式会社カオナビに商号変更する[3]。
- 2016年6月 - 「カオナビ」が2016年グッドデザイン賞を受賞する。
- 2017年
  - 3月 - 株式会社リクルートホールディングスが資本参加する。
  - 12月 - 組織・人事領域の研究機関「カオナビHRテクノロジー総研」を設立する。
- 2019年3月 - 東京証券取引所マザーズ市場へ上場[4]
- 2021年2月 - 「カオナビ」の利用企業数が2,000社を突破する[5]。
- 2022年8月 - TVCMに香取慎吾と小手伸也が声を充てるショッカーを起用する。
- 2025年
  - 2月13日 - カーライル・グループ傘下であるキーストーン・インベストメント・ホールディングス（KIH）がリクルートホールディングスの子会社やリクルートが代表社員を務めるRSIファンド1号（リクルートファンド）が所有する株式も含めた株式公開買付け（TOB）を実施[6]。
  - 3月31日 - KIHによるTOBが成立[7][8]。
  - 6月11日 - 東京証券取引所グロース市場上場廃止[2]。

## 製品
- クラウド人材管理ツール「カオナビ」 - 顔写真が並んだシンプルな画面が特徴の人材管理システムで、2021年2月時点で約2,000社が利用する。

## 拠点
本社
- 東京都渋谷区渋谷2丁目24番12号 渋谷スクランブルスクエア38F

大阪オフィス
- 大阪府大阪市北区角田町8番1号 大阪梅田ツインタワーズ・ノース22F

名古屋オフィス
- 愛知県名古屋市中村区名駅1丁目1番1号 JPタワー名古屋21F

福岡オフィス
- 福岡市博多区博多駅前3丁目4番25号 アクロスキューブ博多駅前3F